# 릭 슈로더
릭 슈로더(Rick Schroder, 1970년 4월 13일 ~ )는 미국의 배우 및 영화 감독이다.

## 출연 작품
- 돌리 파튼스 코트 오브 매니 컬러스 (2015)
- 굿나잇 포 저스티스: 퀸 오브 하츠 (2013)
- 와일드 하트 (2013)
- 투 더 맷 (2011)
- Blood Done Sign My Name (2010)
- 컴 백 록스타 (2010)
- 헬하운즈: 지옥의 전사들 (2009)
- 잃어버린 세계를 찾아서 2 : 지구 속 여행 (2008)
- 먹구름 (2004)
- 페이스 오브 테러 (2003)
- Consequence (2003)
- 풀홀 정키스 (2002)
- 바탈리언 (2001)
- 아이 워크 업 어리 더 데이 아이 다이드 (1998)
- 하트 오브 레인 (1997)
- 크림슨 타이드 (1995)
- 사랑하는 딸에게 (1994)
- 사랑하는 녀석들 (1994)
- 텍사스 (1994)
- 사랑의 소리 (1993)
- 프랭크와 에멧 (1992)
- 트랙 (1991)
- 내 아들 쟈니 (1991)
- 카우보이의 복수 (1991)
- 하이웨이 테러 (1989)
- 머나먼 대서부 (1989)
- 작은 영웅 (1988)
- 아빠는 멋쟁이 (1982)
- 소공자 (1980)
- 노아의 불시착 (1980)
- 캠프장에서 생긴 일 (1980)
- 챔프 (1979)

### 텔레비전
- 뉴욕경찰 24시 (1998-2001)
- 로봇 치킨 (2006) - 목소리
- 안드로메다의 위기 (2008)